# Wilhelm Lemke
Wilhelm Lemke (27 de Setembro de 1920 – 4 de Dezembro de 1943) foi um piloto alemão da Luftwaffe durante a Segunda Guerra Mundial. Voou em 700 missões de combate, nas quais abateu 131 aeronaves inimigas, o que fez dele um ás da aviação.
Nascido em Arnswalde, Lemke juntou-se à Luftwaffe em 1939. Depois de receber instrução de pilotagem, foi colocado na Jagdgeschwader 3. Voou a sua primeira missão de combate na Operação Barbarossa, e abateu a sua primeira aeronave no dia 26 de Junho de 1941. Depois de abater 59 aeronaves inimigas, foi condecorado com a Cruz de Cavaleiro da Cruz de Ferro a 12 de Setembro de 1942.
Em Novembro de 1943, depois de ter sido transferido para a Frente Ocidental, abateu seis aeronaves. A 4 de Dezembro de 1943, foi abatido a norte de Nijmegen por uma aeronave da Força Aérea dos Estados Unidos.